# 福山市中央公園
福山市中央公園（ふくやましちゅうおうこうえん）は、広島県福山市霞町一丁目にある公園（近隣公園）。公募設置管理制度（Park-PFI）が活用されている。

## 歴史
- 幕末から明治維新期のこの地には福山藩の藩校である誠之館があった[1]。
- 明治大正期のこの地には旧制福山中学校（現在の広島県立福山誠之館高等学校）があった。
- 戦後の戦災復興都市計画（戦災復興土地区画整理事業）で現在の公園の形状が定まった。
- 1966年（昭和41年）には福山市民会館が開館した。昭和期には野外音楽堂などもあった[1]。1994年（平成6年）には郊外に新施設のふくやま芸術文化ホールが開館したことから、福山市民会館は同年に閉館した。
- 2008年（平成20年）7月 - 福山市中央図書館（旧称は福山市民図書館）が入るまなびの館ローズコム（福山市生涯学習プラザ）が開館した。
- 2021年（令和3年）5月1日 - 公募設置管理制度（Park-PFI）を活用してリニューアルオープン[2][3]。

## 特色
2017年（平成29年）の都市公園法改正で創設された公募設置管理制度（Park-PFI）を中国・四国地方で初めて活用。いずれも福山市の企業である福山電業株式会社、株式会社ガスエナジーヤブタ、建内レンタル株式会社、篠原テキスタイル株式会社、株式会社SPDX、株式会社leukの6社からなるコンソーシアム（共同企業体）が収益施設や公園施設を整備し、整備後の管理運営も担っている。コンセプトは「市民による、市民のための公園」。市民参加型マルシェ「NIWASAKI MARCHE」、パークウェディング事業、食育教室、福山市中央図書館と連携した子どもイベント、地域密着型の企業塾などが開催されている。

## 施設
屋外施設
- 交流広場
  - レストラン「Enlee」
- ふれあい広場
- わくわく広場
- 憩いの広場
- 誠之館址碑 - 公園南東部。

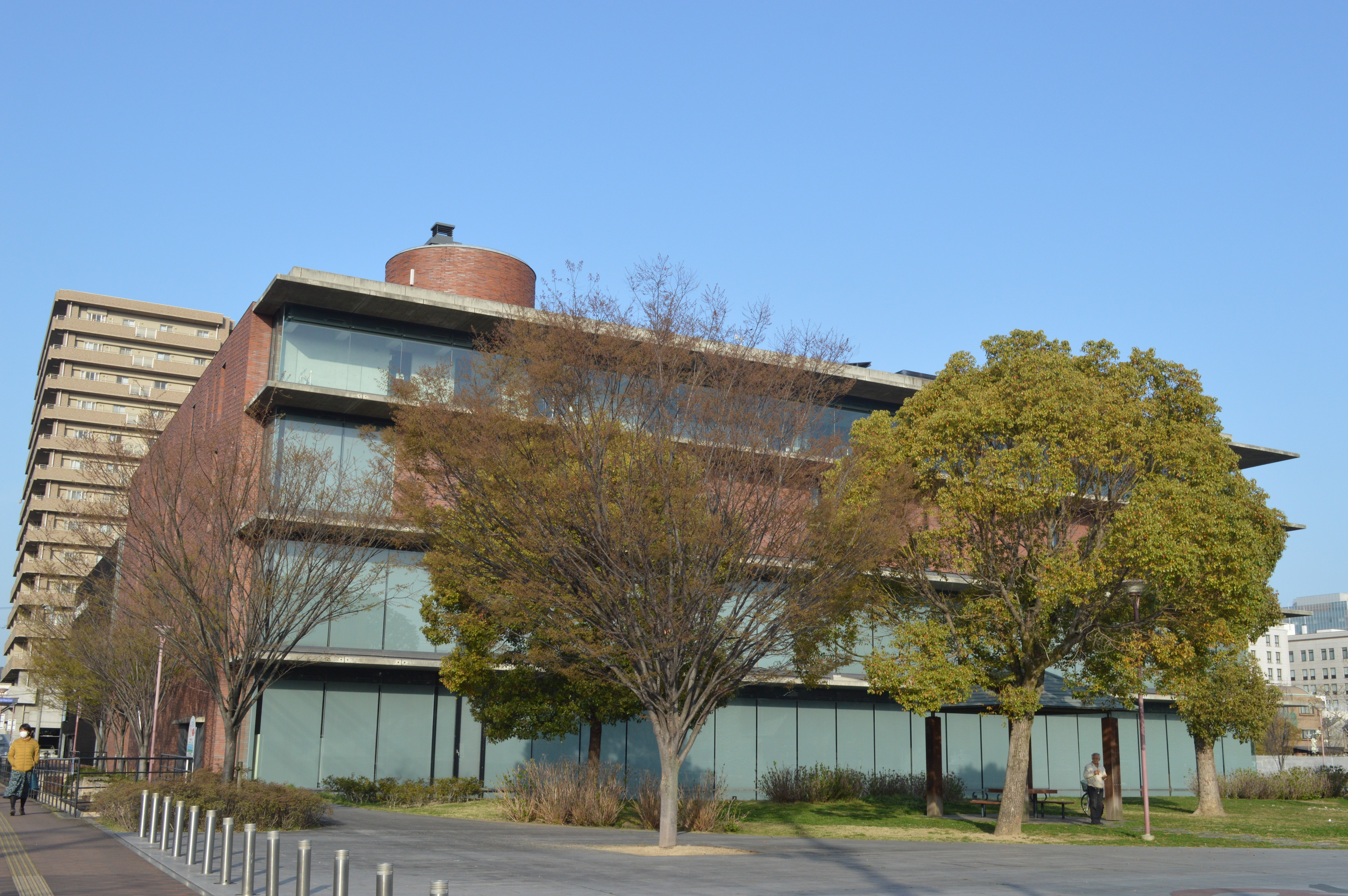
まなびの館ローズコム

- 福山市戦災死没者慰霊碑（母子三人像） - 公園中央部。1945年（昭和20年）8月8日の福山大空襲の犠牲者を慰霊。毎年8月8日には原水爆禁止運動福山推進連盟によって慰霊式が挙行されている。
- 福山市原爆死没者慰霊碑

建築物
- まなびの館ローズコム（福山市生涯学習プラザ）
  - 福山市中央図書館

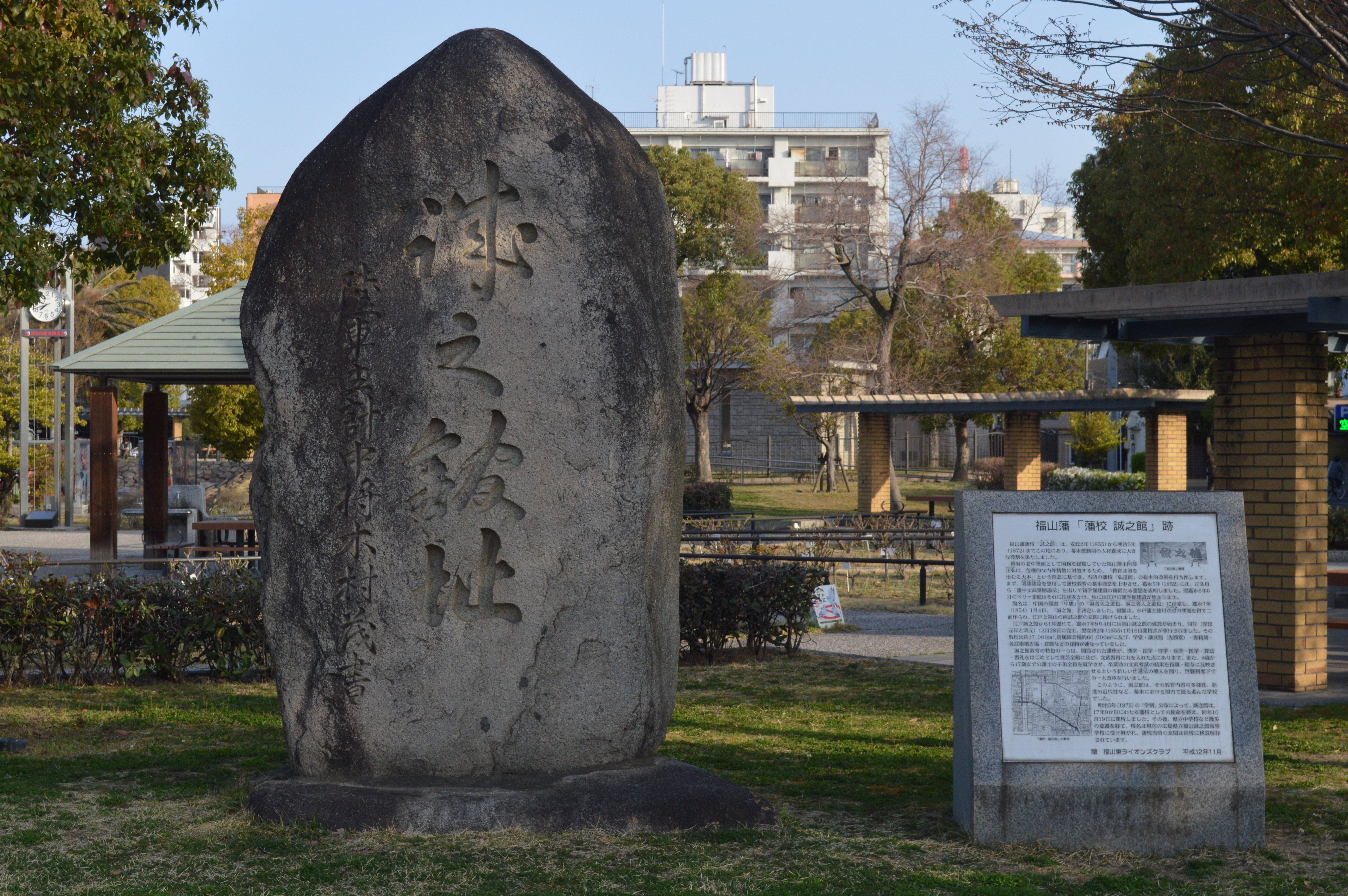
誠之館址碑
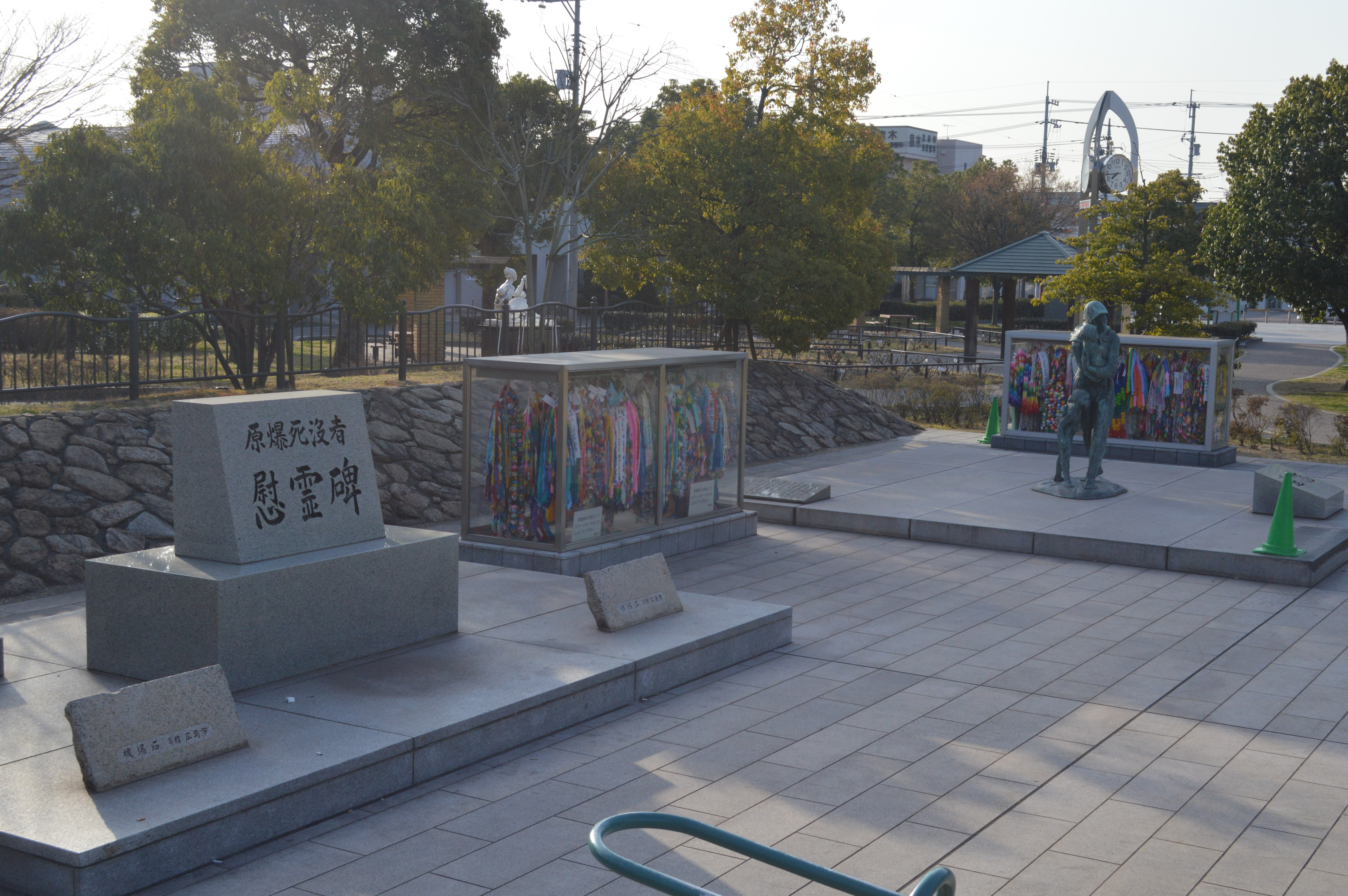
福山市原爆死没者慰霊碑

## 交通アクセス
- JR山陽新幹線・山陽本線・福塩線福山駅から南に徒歩10分